# Zygaena
Zygaena là một chi bướm đêm thuộc họ Zygaenidae.

## Các loài
- Zygaena afghana
- Zygaena algira
- Zygaena alluaudi
- Zygaena angelicae Ochsenheimer, 1808
- Zygaena anthyllidis Boisduval, 1828
- Zygaena aurata Blachier, 1905
- Zygaena beatrix
- Zygaena brizae (Esper, 1800)
- Zygaena cambysea
- Zygaena carniolica (Scopoli, 1763)
- Zygaena centaureae Fischer v. Waldheim, 1832
- Zygaena chirazica Reiss, 1938
- Zygaena christa Reiss & Schulte, 1967
- Zygaena cocandica
- Zygaena contaminei Boisduval, 1834
- Zygaena corsica Boisduval, 1828
- Zygaena cuvieri Boisduval, [1828]
- Zygaena cynarae (Esper, 1789)
- Zygaena dorycnii Ochsenheimer, 1808
- Zygaena ecki
- Zygaena ephialtes (Linnaeus, 1767)
- Zygaena erythrus (Hübner, 1806)
- Zygaena escalerai
- Zygaena excelsa
- Zygaena exulans – Mountain Burnet (Hohenwarth, 1792)
- Zygaena fausta (Linnaeus, 1767)
- Zygaena favonia
- Zygaena felix
- Zygaena filipendulae – Six-spotted Burnet (Linnaeus, 1758)
- Zygaena formosa
- Zygaena fraxini Ménétriés, 1832
- Zygaena graslini Lederer, 1855
- Zygaena haberhaueri
- Zygaena haematina
- Zygaena hilaris Ochsenheimer, 1808
- Zygaena hindukushi Koch, 1937
- Zygaena ignifera Korb, 1897
- Zygaena johannae Le Cerf, 1923
- Zygaena laeta (Hübner, 1790)
- Zygaena lavandulae (Esper, 1783)
- Zygaena lonicerae – Narrow-Bordered Five-Spot Burnet (Scheven, 1777)
- Zygaena loti (Denis & Schiffermüller, 1775)
- Zygaena loyselis
- Zygaena lydia Staudinger, 1887
- Zygaena magiana
- Zygaena manlia
- Zygaena marcuna
- Zygaena maroccana Rothschild, 1917
- Zygaena minos (Denis & Schiffermüller, 1775)
- Zygaena nevadensis Rambur, 1858
- Zygaena niphona
- Zygaena occitanica (Villers, 1789)
- Zygaena olivieri
- Zygaena orana Duponchel, 1835
- Zygaena osterodensis Reiss, 1921
- Zygaena oxytropis Boisduval, 1828
- Zygaena persephone
- Zygaena punctum Ochsenheimer, 1808
- Zygaena purpuralis (Brünnich, 1763)
- Zygaena rhadamanthus (Esper, 1789)
- Zygaena romeo Duponchel, 1835
- Zygaena rosinae
- Zygaena rubicundus (Hübner, 1817)
- Zygaena rubricollis
- Zygaena sarpedon (Hübner, 1790)
- Zygaena scovitzii Ménetriés, 1832
- Zygaena sedi Fabricius, 1787
- Zygaena seitzi Reiss, 1938
- Zygaena separata
- Zygaena sogdiana Erschoff, 1874
- Zygaena speciosa Reiss, 1937
- Zygaena storaiae
- Zygaena tamara
- Zygaena theryi
- Zygaena transalpina (Esper, 1780)
- Zygaena transpamirica
- Zygaena tremewani Hofmann & G. Reiss, 1983
- Zygaena trifolii (Esper, 1783)
- Zygaena truchmena
- Zygaena viciae – New Forest Burnet (Denis & Schiffermüller, 1775)
- Zygaena wyatti Reiss & Schulte, 1961
- Zygaena youngi Rothschild, 1926
- Zygaena zuleima

## Hình ảnh

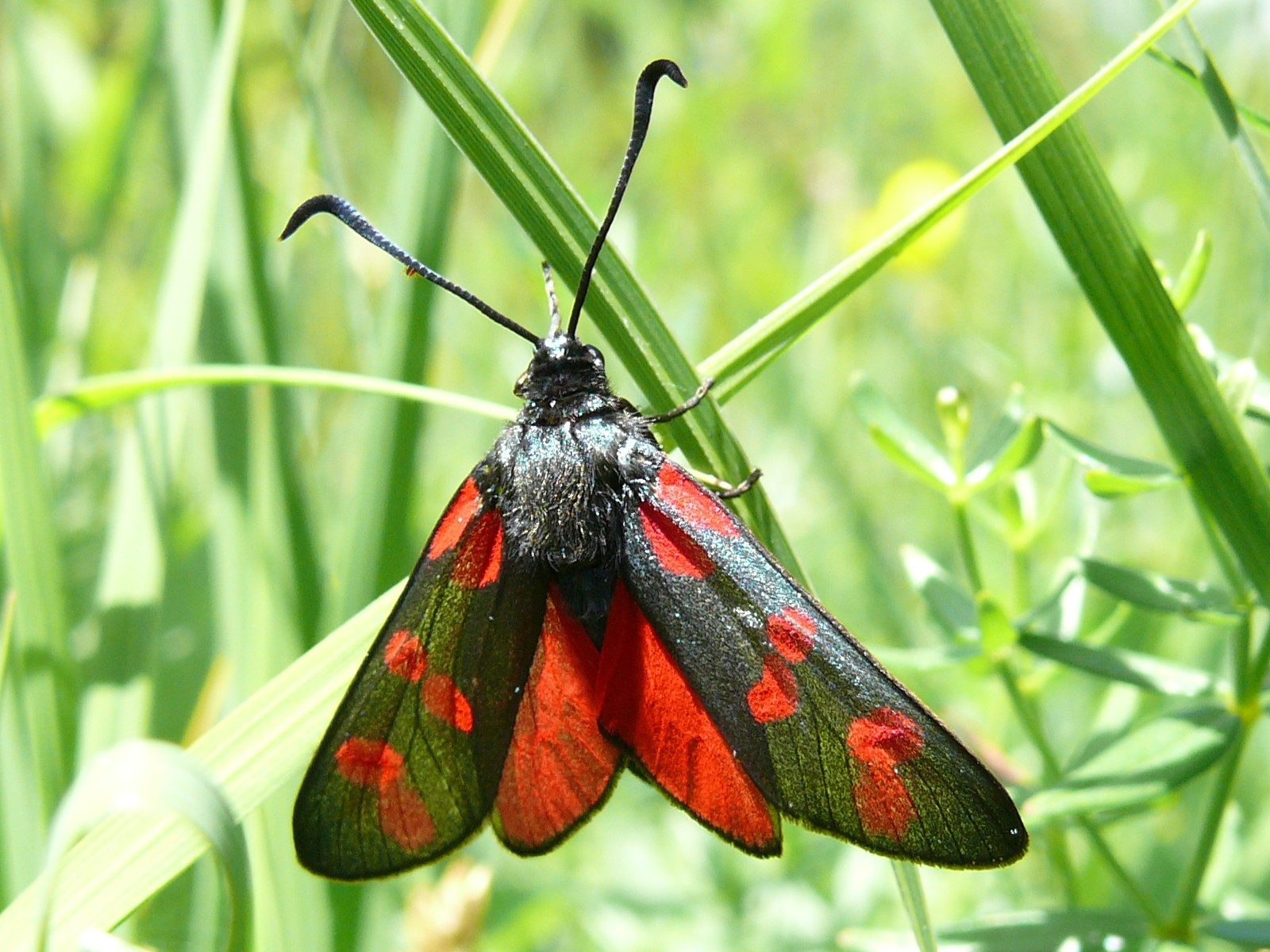
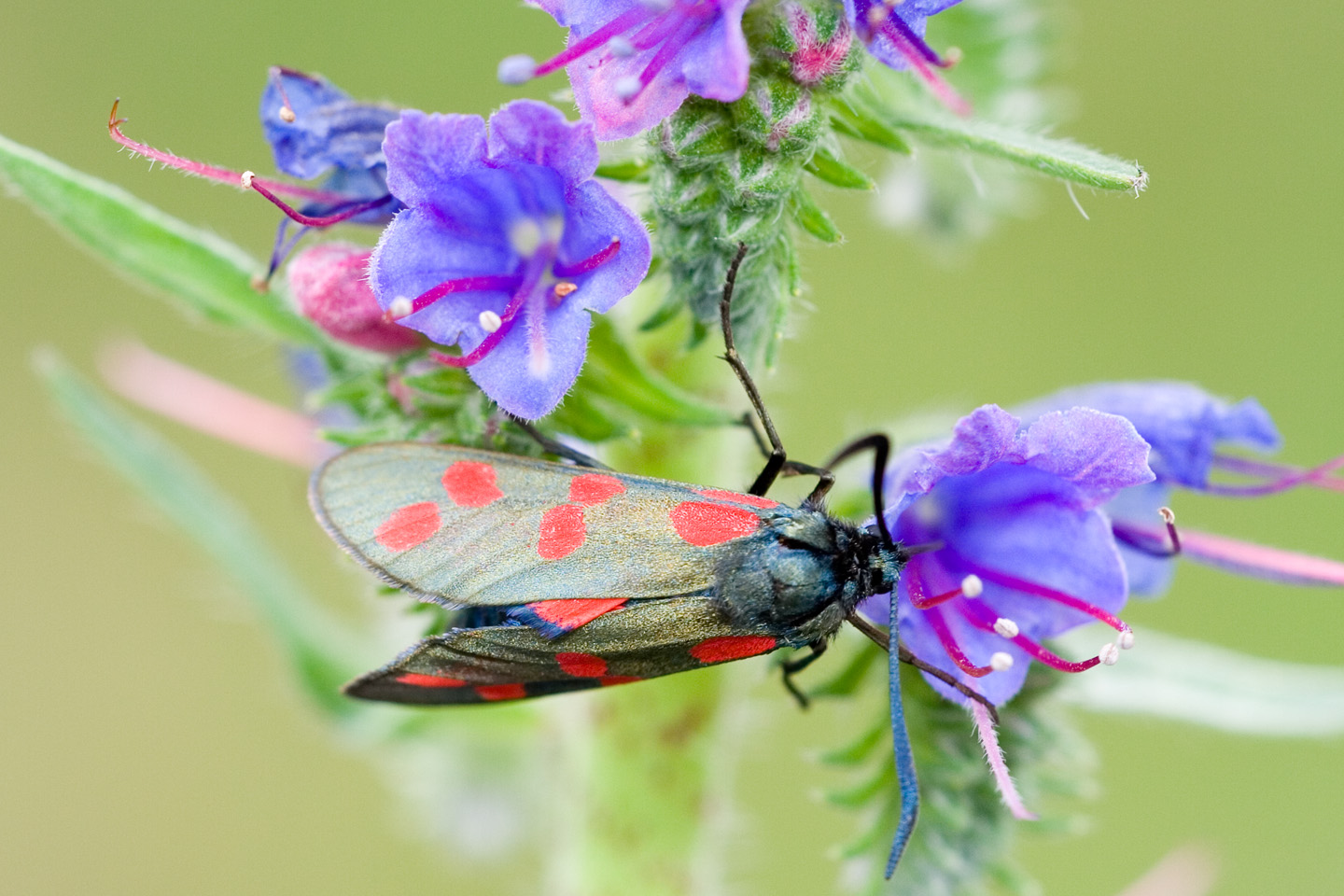
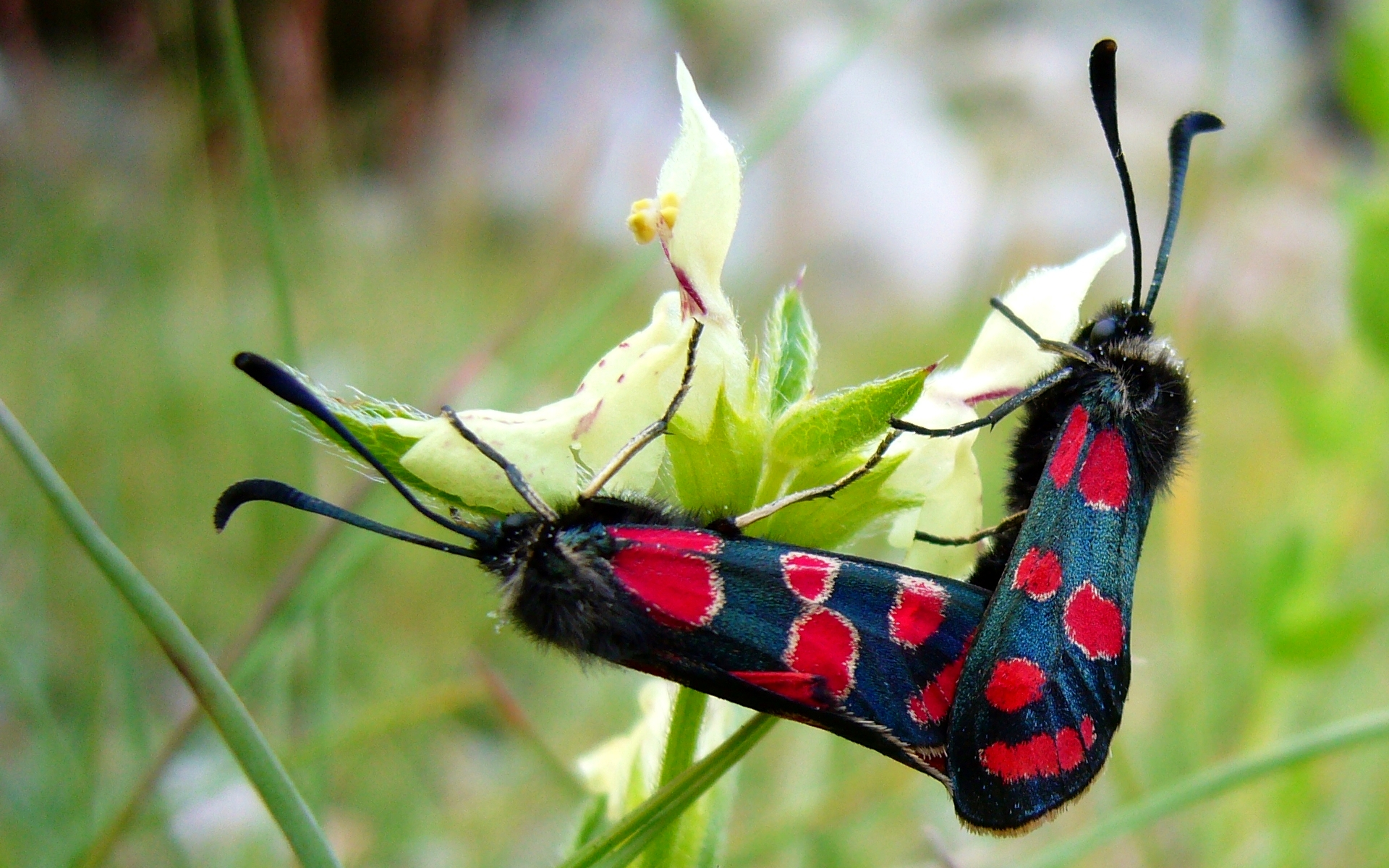